# Четврта бригада Седме банијске дивизије
Алтернативни називи:
Друга бригада Унске оперативне групе
Друга бригада Седме банијске ударне дивизије
Четврта бригада Седме банијске дивизије НОВЈ формирана је, испрва под називом Друга бригада Унске оперативне групе, 30. јуна 1943. године у селу Обљају од једног батаљона од Кордунашког НОП одреда, 2. батаљона Прве бригаде Унске оперативне групе, чете „Матија Губец” и 3 вода Банијског НОП одреда. У свом саставу имала је 3 батаљона са 874 борца, наоружаних са 470 пушака, 6 митраљеза и 27 пушкомитраљеза.

## Борбени пут бригаде
После почетних неуспеха у борбама против немачких и усташко-домобранских снага у јулу, бригада је са успехом учествовала 29. јула у уништењу транспортног воза од 40 вагона на прузи Цапраг-Комарево. У августу је дејствовала на комуникацији Велика Кладуша-Топуско-Костајница и разбила посаде домобранских упоришта у Храстовици, Црном Лугу и код Прекопе близу Петриње. Средином септембра ушла је у састав Седме банијске дивизије као њена Четврта бригада, бранећи до првих дана октобра са Банијским НОП одредом слободну територију Баније и изводећи диверзије на комуникацијама. Крајем октобра бригада је чистила подручје Бужим-Пећиград од усташке милиције. У новембру је учествовала у нападу на Отоку, Цазин и Глину, а за време Кордунашко-банијске операције, у децембру 1943, борила се са деловима 373. легионарске дивизије у рејону Бужима.
У првој половини 1944. изводила је мање акције у Банији и у Цазинској крајини, вршила диверзије на прузи Бихаћ-Крупа-Босански Нови, средином августа дејствовала је у Мославини, а потом у Подравини. Поред осталог, успешно је изводила диверзије на прузи Кутина-Поповача, 5. октобра уништила усташки гарнизон у Клоштру и истакла се 14. и 15. октобра у борбама за Копривницу, коју су бранили делови 5. усташког и Поглавниковог тјелесног здруга. Крајем октобра бригада се вратила у Банију, где је 6. децембра преименована у Другу бригаду Седме дивизије. У завршним операцијама од марта до маја 1945. године, учествовала је у ослобођењу Бихаћа, а затим у ослобођењу Лике. Последње борбе водила је 7. маја против делова немачке 188. брдске дивизије код Илирске Бистрице.
Одликована је Орденом заслуга за народ и Орденом братства и јединства.